# Druschnja
Druschnja (ukrainisch und russisch Дружня) ist ein Dorf im Westen der ukrainischen Oblast Kiew mit etwa 1800 Einwohnern (2001).

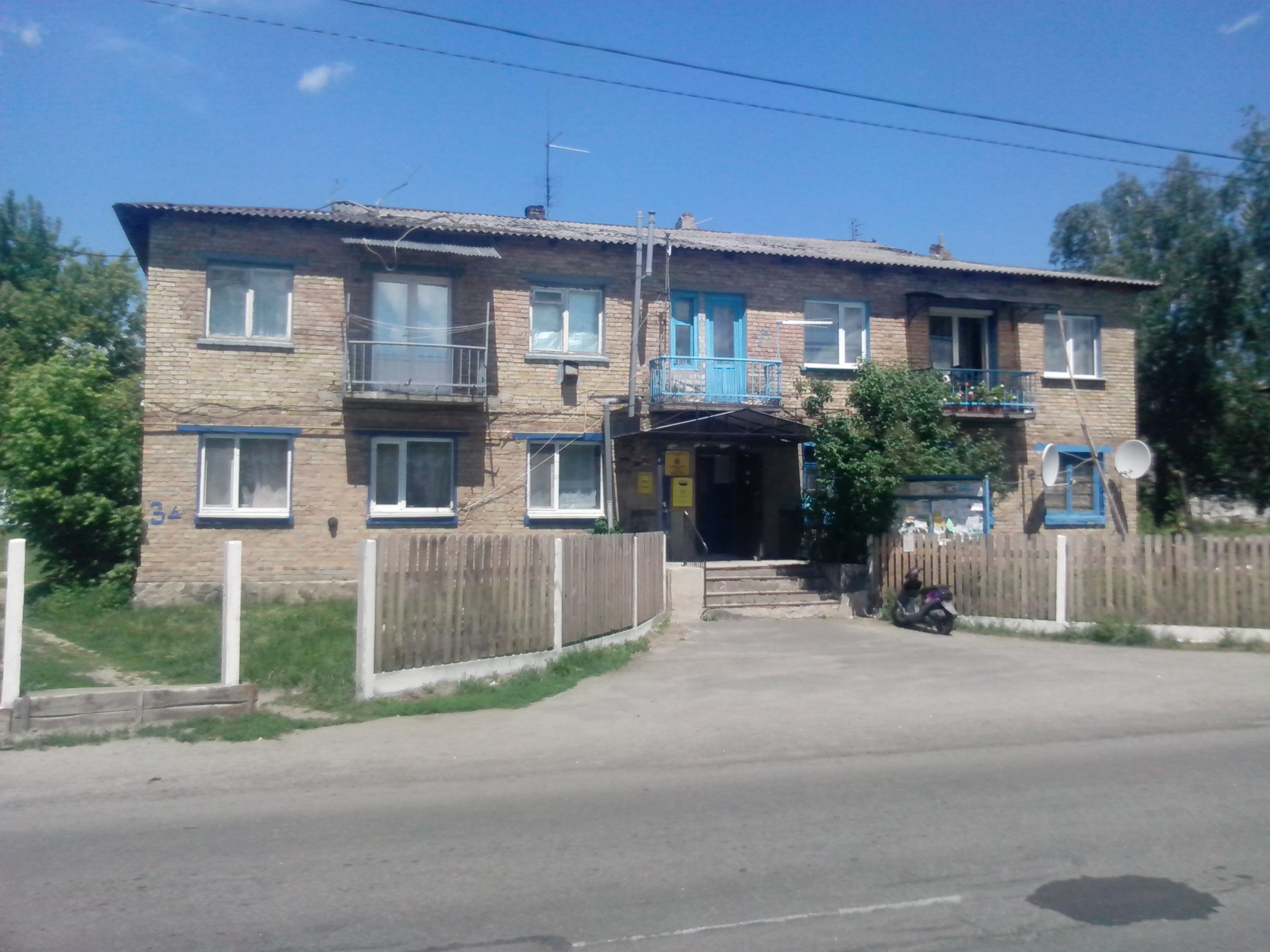
Postamt in Druschnja

Die Ortschaft liegt auf einer Höhe von 148 m am Ufer der Chwossa (Хвоса), die kurz hinter dem Dorf in den  Sdwysch mündet. Sie befindet sich 5 km südwestlich vom ehemaligen Rajonzentrum Borodjanka und 58 km nordwestlich vom Oblastzentrum Kiew. Durch das Dorf verläuft die Territorialstraße T–10–19.
Das Dorf wurde 1636 erstmals schriftlich erwähnt, ist aber schon viel älter. 1783 hatte die Gemeinde 943 Einwohner und 1885 gab es in Druschnja 1076 orthodoxe und 31 röm.-kath. Christen sowie 21 jüdische Bewohner. Am 7. Juli 1941 wurde das Dorf von der Wehrmacht bombardiert und Ende August marschierten deutsche Truppen in das Dorf ein. Am 9. November 1943 wurde Druschnja von der Roten Armee befreit.
Am 12. Juni 2020 wurde das Dorf ein Teil der neugegründeten Siedlungsgemeinde Borodjanka, bis dahin bildete es die gleichnamige Landratsgemeinde Druschnja (Дружнянська сільська рада/Druschnjanska silska rada) im Zentrum des Rajons Borodjanka.
Am 17. Juli 2020 kam es im Zuge einer großen Rajonsreform zum Anschluss des Rajonsgebietes an den Rajon Butscha.